# Seznam avstrijskih zgodovinarjev
Seznam avstrijskih zgodovinarjev.

## A
- Adlgasser, Franz
- Rudolf Agstner
- Daniela Angetter
- Alfred von Arneth
- Joseph Aschbach

## B
- Brigitte Bailer-Galanda
- Wolfgang Johannes Bandion (1950)
- Wilhelm Baum
- Siegfried Beer
- Otto Benesch (umetnostni)
- Florian Bieber
- Günter Bischof
- Feliks Bister
- Taras Borodajkewycz
- Gerhard Botz
- Otto Breicha (umetnostni)
- Emil Brix
- Ernst Bruckmüller
- Ludwig Brügel
- Karl Brunner
- Ulf Brunnbauer
- Heinrich Brunner (avstr.-nem.)
- Günther Buchinger (umetnostni)
- Ulfried Burz
- Doris Byer

## C
- Josef Chmel
- Peter Csendes
- Johannes Cuspinianus

## D
- Otto Demus (umetnostni)
- Josef Dernjač (umetnostni slovensko-avstrijski) (1851-1920)
- Walter Deutsch (1923-2025), muzikolog
- Maximilian Diesenberger
- Karl Dinklage
- Christian Domenig
- Alfons Dopsch
- Heinz Dopsch
- Werner Drobesch
- Max Dvořák (umetnostni češko-avstrijski)

## E
- Stefan Eichert?
- Rudolf Eitelberger (umetnostni)
- Alfred Elste
- Brigitte Entner

## F
- Julius von Ficker (nem.-avstrijski)
- Hanzi Filipič
- Wladimir Fischer-Nebmaier
- Hans Folnesics (umetnostni)
- Walter Frodl (umetnostni)
- Dagobert Frey (arhitekt, um. konservator)

## G
- Anton Gindely (nemško-češki)
- Paul Gleirscher (arheolog)
- Edmund Glaise von Horstenau
- Anton Gnirs (umetnostni)
- Wolfgang Göderle
- Peter Gorsen (umetnostni)
- Gerald Grabherr (arheolog)
- Johannes Grabmayer
- Maximilian Graf
- Herbert Grassl (antični)
- Helmuth Grössing
- Anna Maria Grünfelder (avstrijsko-hrv.)

## H
- Hanns Haas (*1943)
- Barbara Haider-Wilson
- Reinhard Härtel (*1945)
- Siegfried Hartwagner (1916-2000) (umetnostni; konservator na Koroškem)
- Ferdo Hauptmann
- Friedrich Heer
- Harald Heppner
- Wilhelm Herzog
- Hans Hirsch
- Werner Hofmann (1928-2013) (umetnostni)
- Günther Hödl
- Max Hollein (umetnostni)
- Alphons (Alfons) Huber

## J
- Albert Jäger
- Gerhard Jagschitz
- August Jaksch
- Ludwig Jedlicka

## K
- Robert A. Kann
- Stefan Karner
- Karl Kaser
- Georg Kastner
- Josef Keil
- August Maria Knoll
- Andrea Komlosy
- Helmut Konrad
- Hilde Koplenig (née Oppenheim) (1904–2002)
- Walter Koschatzky (umetnostni)
- David Kranzelbinder (društvo Člen 7)
- Robert Kriechbaumer
- Wolfgang Kunkel (pravni)

## L
- Walter Leitsch (estonsko-judovsko-avstrijski)
- Alexander Lernet-Holenia?
- Alphons Lhotsky
- Ottokar Lorenz
- Walter Lukan
- Arnold Luschin von Ebengreuth
- Carl von Lützow (nem.-avstr. umetnostni zgod.)

## M
- Wolfgang Maderthaner
- Andreas Maislinger
- Stefan Malfèr
- Avguštin Malle
- Janko Malle?
- Rüdiger Malli
- Herbert Matis
- Oswald Menghin
- Lorenz Mikoletzky
- Andreas Moritsch
- Gotbert Moro (1902-1987)
- Albert Anton von Muchar
- Wolfgang Mueller
- Engelbert Mühlbacher

## N
- Max Nettlau
- Otto Eduard Neugebauer
- Meta Niederkorn-Bruck

## O
- Alfred Ogris
- Ferdinand Opll
- Emil von Ottenthal

## P
- Carl Patsch (češ.-avstr. zgod. in arheolog)
- Jan Peisker (češ.-avstr.)
- Anton Pelinka - politolog
- Wolfgang Petritsch
- Hans Pirchegger
- Andreas P. Pittler
- Richard G. Plaschka
- Walter Pohl
- Leo Planiscig (umetnostni)
- Michael Portmann
- Anton von Premerstein
- Christian Promitzer

## R
- Oliver Rathkolb
- Manfried Rauchensteiner
- Joseph Redlich
- Oswald Redlich
- Simon Reinisch
- Franc Xaver Johann Richter
- Alois Riegl (umetnostni)
- Helmut Rumpler

## S
- Leo Santifaller
- Balduin Saria
- Julius von Schlosser (umetnostni)
- Alfred Schmeller (umetnostni)
- Heinrich Felix Schmid (1896, Berlin - 1963, Du)
- Gerhard Schmidt (umetnostni)
- Schmied-Kowarzik, Anatol
- Oliver Jens Schmitt (1971-) (Švicar)
- Hans Sedlmayr (umetnostni)
- Walter Selb (pravni)
- Theodor von Sickel
- Valentin Sima
- Franz Smola (umetnostni)
- Friedrich Stadler
- Annemarie Steidl
- Alfred Stix (umetnostni)
- Manfred Stoy
- Josef Strzygowski (polj.-avstrij. umetnostni)
- Karl Stuhlpfarrer (1941-2009) (dopisni član SAZU)
- Marjan Sturm
- Arnold Suppan

## T
- Otto Brunner
- Heinrich Fichtenau
- Herwig Wolfram

- Michael Tangl
- Georg Tiefengraber (arheolog)
- Wilhelm Tomaschek
- Simon Trießnig

## U
- Heidemarie Uhl (1956-2023)

## V
- Fritz Valjavec (avstr.-nemški slov. rodu)
- Johann Georg Vonbank (umetnostni)

## W
- Wilhelm Wadl
- Marija Wakounig
- Erika Weinzierl
- Peter Wiesflecker
- Leopold Wenger
- Dagmar Wernitznig
- Franz Wickoff (umetnostni)
- Hermann Wiesflecker (1913-2009)
- Thomas Winkelbauer
- Ernst Florian Winter
- Heinrich Wölfflin (umetnostni) (Švicar)
- Herwig Wolfram
- Martin Wutte

## Z
- Joseph von Zahn
- Ingo Zechner
- Heinrich von Zeißberg
- Janko Zerzer
- Harald Zimmermann (avstr.-nemški)
- Dana Zwitter-Tehovnik